# McConnells pipratiran
De McConnells pipratiran (Mionectes macconnelli) is een zangvogel uit de familie Tyrannidae (tirannen). Deze vogel is genoemd naar de Engelse verzamelaar Frederick Vavasour McConnell (1868-1914).

## Verspreiding en leefgebied
Deze soort komt voor in het oostelijk en zuidwestelijke Amazonegebied en telt twee ondersoorten:
- M. m. macconnelli: oostelijk Venezuela, de Guyana's, noordelijk en centraal Brazilië en noordoostelijk Bolivia.
- M. m. peruanus: centraal Peru.

## Status
De grootte van de populatie is niet gekwantificeerd maar de soort wordt omschreven als vrij algemeen, maar met een versnipperde verspreiding. Op de Rode lijst van de IUCN heeft deze soort de status niet bedreigd.